# Ottonische Handfeste
In der Ottonischen Handfeste vom 5. Juni 1311 gewährte Herzog Otto III. von Niederbayern den niederbayerischen Ständen Privilegien und Rechte. Herzog Otto gestand gegen die Leistung einer einmaligen Steuer den niederbayerischen Ständen (Adel, Klerus, Städte) die niedere Gerechtigkeit für ihre Besitzungen zu. Das ebenfalls in der Ottonischen Handfeste zugesicherte Steuerbewilligungsrecht der Bayerischen Landstände markiert zusammen mit der Schnaitbacher Urkunde von 1302 den Beginn des Parlamentarismus in Bayern.
Die Ottonische Handfeste fixiert die örtliche und sachliche Zuständigkeit der in den Landständen vertretenen Gruppen in der Niedergerichtsbarkeit. Die Blut-, Hals- und peinliche Gerichtsbarkeit – also Verbrechen wie Totschlag, Brandstiftung, Notzucht – und die höhere Zivilgerichtsbarkeit wie Rechtsprechung um Grund und Boden behielt er sich für die herzoglichen Landgerichte vor. Die Gewährung der niederen Gerechtigkeit für ihre Besitzungen führte in der Folge zur Ausbildung der adeligen und kirchlichen Hofmarken, die die unterste autonome Einheit staatlichen Lebens im bayerischen Herzogtum darstellten, und zwar unabhängig vom Landesherrn. Es sind geschlossene und offene Hofmarken zu unterscheiden. In den geschlossenen Hofmarken unterstanden auch die in der Hofmark ansässigen Untertanen fremder Gerichtsherrn dem Hofmarksherrn. In den offenen Hofmarken dagegen erstreckte sich der Herrschaftsbereich des Inhabers nur auf die eigenen Gebäude und die Untertanen, die ihm gehörende Güter bebauten.